# 477 هـ
477 هـ هي سنة في التقويم الهجري امتدت مقابلةً في التقويم الميلادي بين سنتي 1084 و1085.

## وفيات
- ابن الصباغ الشافعي
- أبو بكر بن عمار
- ابن الصباغ الشافعي